# クアラルンプール
クアラルンプール連邦直轄領（クアラルンプールれんぽうちょっかつりょう、マレー語: Wilayah Persekutuan Kuala Lumpur）、通称クアラルンプールは、マレーシアの首都。同国の連邦直轄領の1つ。
マレー半島南部の丘陵地帯にある。東南アジア有数の世界都市に数えられる。一般的にKLと略して称される。
漢字表記は吉隆坡。

## 概要
クアラルンプールはマレー語で「泥の川の合流地点」を意味し、クアラ（Kuala）は二つの川が合流する地点、または「河口」の事を、ルンプール（Lumpur）は「泥」の事をそれぞれ指す。市中心部にある代表的なモスク「ジャメ・モスク」の付近でゴンバック川とクラン川が合流する点、鉱山で採掘した錫を洗ったら川が泥のように汚れた事が由来になっている。
正式には連邦領クアラルンプール（Wilayah Persekutuan Kuala Lumpur）と称す。
東インド会社から大清帝国への航路上、クアラルンプールはマレー半島でシンガポールに次ぐ最大の工業都市であり、華人の移民と船員の間では現地をkilang坡と呼ぶ。kilangはマレー語の工場、坡は中国語の港町を意味する「埠」の別字で、現代では、中国語で吉隆坡（北京語読みは「ジーロンポー、拼音: Jílóngpō」、広東語読みは「ガッロンポ―、Gat1lung4po1」）と記される。
多くの民族が共存するマレーシアの首都らしく、文化の混合による賑やかさが特徴である。高速道路や市内鉄道、モノレールなどインフラ開発が進み、豊かな緑の中に高層ビルが立ち並ぶ東南アジア有数の近代都市となった。また、東南アジアの大都市には珍しく、市街地が清潔で治安が良い。
アメリカのシンクタンクが2017年に発表した総合的な世界都市ランキングにおいて、世界39位の都市と評価された。東南アジアではシンガポール、バンコクに次ぐ3位である。日本の民間研究所が2016年に発表した「世界の都市総合力ランキング」でも世界39位と評価されており、東南アジアではシンガポールに次ぐ3位である。
連邦政府機能を市東南郊外の新行政都市・プトラジャヤ（Putrajaya）へ移す計画が進行中。

## 地理

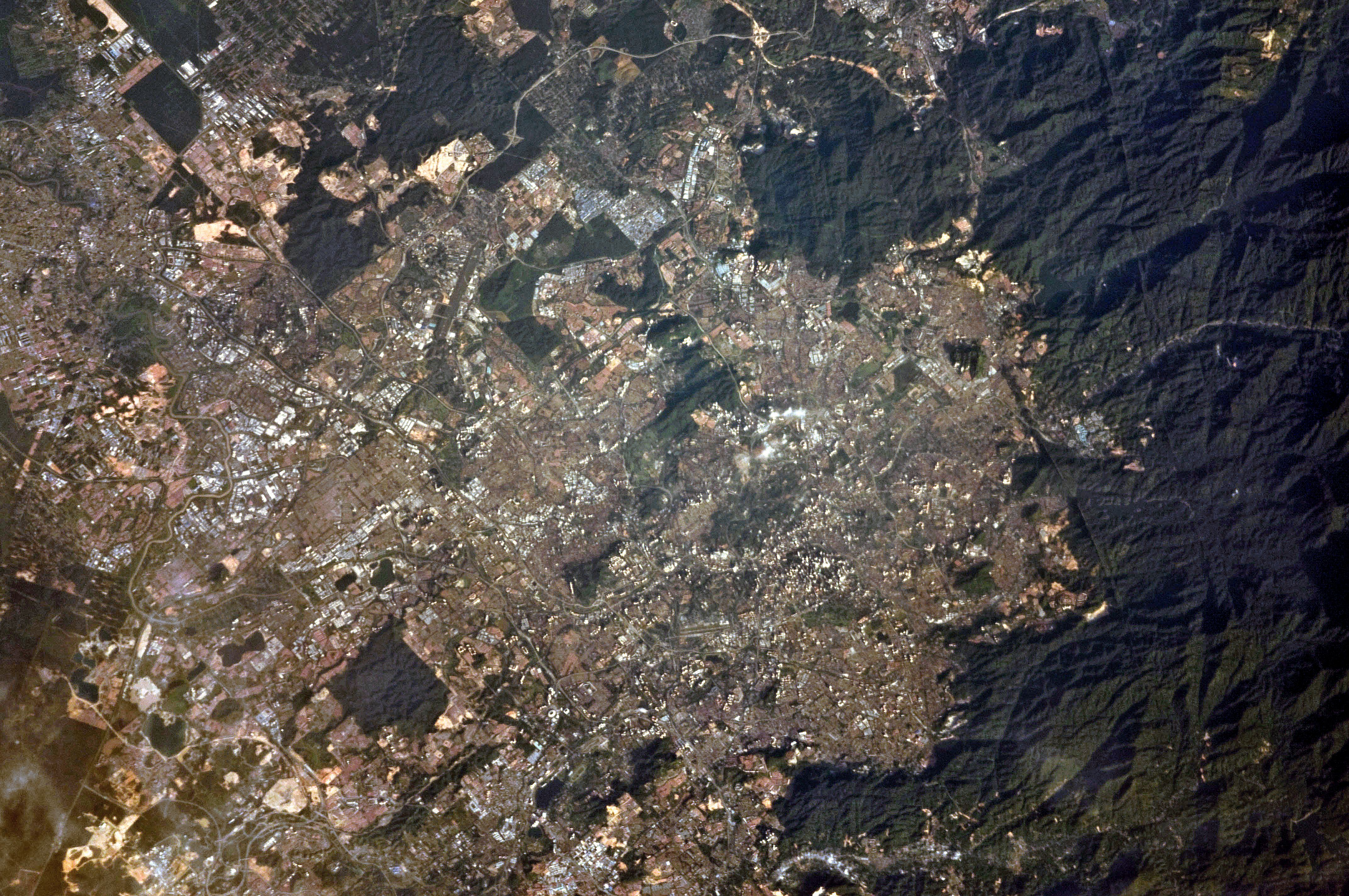
クアラルンプールの衛星画像

面積：243.6平方キロメートル

### 気候
熱帯雨林気候で、降水量が多い常夏の気候である。4月前後と11月前後が特に降水量が多いが、主に夕立として降り、終日降る日は多くない。
| Subang Jaya (Approximation 8 km distance from Kuala Lumpur City Centre)の気候                            | Subang Jaya (Approximation 8 km distance from Kuala Lumpur City Centre)の気候 | Subang Jaya (Approximation 8 km distance from Kuala Lumpur City Centre)の気候 | Subang Jaya (Approximation 8 km distance from Kuala Lumpur City Centre)の気候 | Subang Jaya (Approximation 8 km distance from Kuala Lumpur City Centre)の気候 | Subang Jaya (Approximation 8 km distance from Kuala Lumpur City Centre)の気候 | Subang Jaya (Approximation 8 km distance from Kuala Lumpur City Centre)の気候 | Subang Jaya (Approximation 8 km distance from Kuala Lumpur City Centre)の気候 | Subang Jaya (Approximation 8 km distance from Kuala Lumpur City Centre)の気候 | Subang Jaya (Approximation 8 km distance from Kuala Lumpur City Centre)の気候 | Subang Jaya (Approximation 8 km distance from Kuala Lumpur City Centre)の気候 | Subang Jaya (Approximation 8 km distance from Kuala Lumpur City Centre)の気候 | Subang Jaya (Approximation 8 km distance from Kuala Lumpur City Centre)の気候 | Subang Jaya (Approximation 8 km distance from Kuala Lumpur City Centre)の気候 |
| 月 | 1月                                                                           | 2月                                                                           | 3月                                                                           | 4月                                                                           | 5月                                                                           | 6月                                                                           | 7月                                                                           | 8月                                                                           | 9月                                                                           | 10月                                                                          | 11月                                                                          | 12月                                                                          | 年                                                                            |
| --- | ----------------------------------------------------------------------------- | ----------------------------------------------------------------------------- | ----------------------------------------------------------------------------- | ----------------------------------------------------------------------------- | ----------------------------------------------------------------------------- | ----------------------------------------------------------------------------- | ----------------------------------------------------------------------------- | ----------------------------------------------------------------------------- | ----------------------------------------------------------------------------- | ----------------------------------------------------------------------------- | ----------------------------------------------------------------------------- | ----------------------------------------------------------------------------- | ----------------------------------------------------------------------------- |
| 最高気温記録 °C （°F）                                                                                   | 36 (97)                                                                       | 37 (99)                                                                       | 37 (99)                                                                       | 36 (97)                                                                       | 36 (97)                                                                       | 36 (97)                                                                       | 36 (97)                                                                       | 36 (97)                                                                       | 35 (95)                                                                       | 35 (95)                                                                       | 35 (95)                                                                       | 35 (95)                                                                       | 37 (99)                                                                       |
| 平均最高気温 °C （°F）                                                                                   | 32.1 (89.8)                                                                   | 32.9 (91.2)                                                                   | 33.2 (91.8)                                                                   | 33.1 (91.6)                                                                   | 32.9 (91.2)                                                                   | 32.7 (90.9)                                                                   | 32.3 (90.1)                                                                   | 32.1 (89.8)                                                                   | 32.1 (89.8)                                                                   | 32.1 (89.8)                                                                   | 31.6 (88.9)                                                                   | 31.5 (88.7)                                                                   | 32.4 (90.3)                                                                   |
| 平均最低気温 °C （°F）                                                                                   | 22.5 (72.5)                                                                   | 22.8 (73)                                                                     | 23.2 (73.8)                                                                   | 23.7 (74.7)                                                                   | 23.9 (75)                                                                     | 23.6 (74.5)                                                                   | 23.2 (73.8)                                                                   | 23.1 (73.6)                                                                   | 23.2 (73.8)                                                                   | 23.2 (73.8)                                                                   | 23.2 (73.8)                                                                   | 22.9 (73.2)                                                                   | 23.2 (73.8)                                                                   |
| 最低気温記録 °C （°F）                                                                                   | 18 (64)                                                                       | 20 (68)                                                                       | 20 (68)                                                                       | 21 (70)                                                                       | 21 (70)                                                                       | 20 (68)                                                                       | 19 (66)                                                                       | 20 (68)                                                                       | 20 (68)                                                                       | 21 (70)                                                                       | 21 (70)                                                                       | 19 (66)                                                                       | 18 (64)                                                                       |
| 雨量 mm （inch）                                                                                         | 169.5 (6.673)                                                                 | 165.4 (6.512)                                                                 | 240.9 (9.484)                                                                 | 259.2 (10.205)                                                                | 204.4 (8.047)                                                                 | 125.3 (4.933)                                                                 | 127.2 (5.008)                                                                 | 155.7 (6.13)                                                                  | 192.8 (7.591)                                                                 | 253.1 (9.965)                                                                 | 287.8 (11.331)                                                                | 245.7 (9.673)                                                                 | 2,427 (95.551)                                                                |
| 平均降雨日数 （≥1.0 mm）                                                                                 | 11                                                                            | 12                                                                            | 14                                                                            | 16                                                                            | 13                                                                            | 9                                                                             | 10                                                                            | 11                                                                            | 13                                                                            | 16                                                                            | 18                                                                            | 15                                                                            | 158                                                                           |
| % 湿度                                                                                                   | 79                                                                            | 79                                                                            | 78                                                                            | 80                                                                            | 82                                                                            | 80                                                                            | 79                                                                            | 79                                                                            | 80                                                                            | 81                                                                            | 82                                                                            | 79                                                                            | 80                                                                            |
| 平均月間日照時間                                                                                         | 186.0                                                                         | 194.9                                                                         | 207.7                                                                         | 198.0                                                                         | 207.7                                                                         | 195.0                                                                         | 201.5                                                                         | 189.1                                                                         | 165.0                                                                         | 170.5                                                                         | 153.0                                                                         | 161.2                                                                         | 2,229.6                                                                       |
| 出典1：World Meteorological Organization (normals 1971-2000), Hong Kong Observatory (sun only 1961-1990) |                                                                               |                                                                               |                                                                               |                                                                               |                                                                               |                                                                               |                                                                               |                                                                               |                                                                               |                                                                               |                                                                               |                                                                               |                                                                               |
| 出典2：BBC Weather (records)                                                                             |                                                                               |                                                                               |                                                                               |                                                                               |                                                                               |                                                                               |                                                                               |                                                                               |                                                                               |                                                                               |                                                                               |                                                                               |                                                                               |

### 地域

#### マルチメディア・スーパーコリドー
マハティール・ビン・モハマド前首相の指導の下でクアラルンプール南部周辺に建設された、最新のITインフラが整備された総合開発地域が、「マルチメディア・スーパーコリドー」である。その中核となるのは、「サイバージャヤ」と呼ばれるハイテク工業団地と、新行政都市「プトラジャヤ」、クアラルンプール国際空港等で、F1・マレーシアGPが行われるセパンサーキットもこの地域内にある。

### 人口
- 人口：約180万人。2010年の近郊を含む都市的地域の人口は583万人であり、世界第47位[9]。

## 歴史

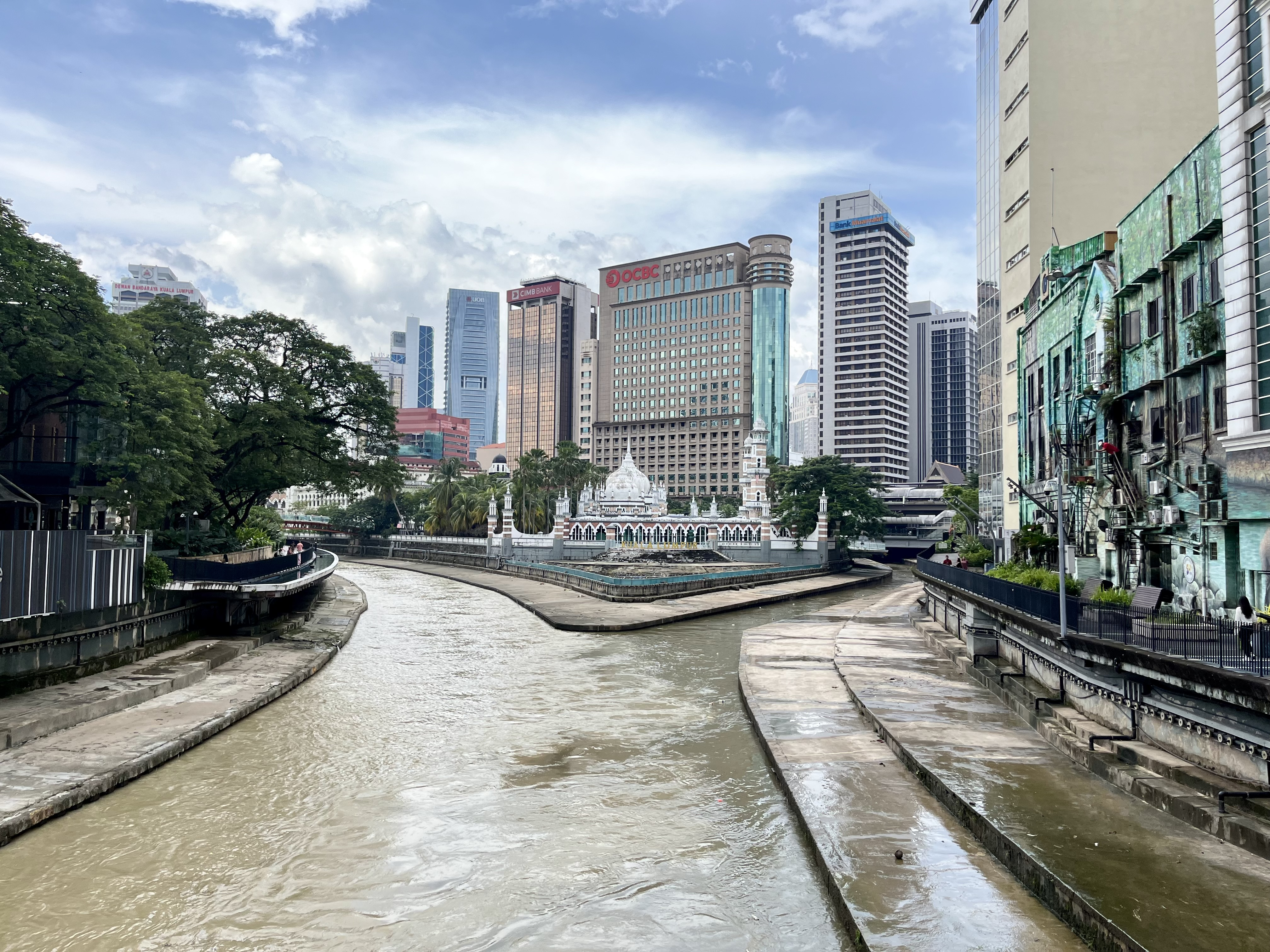
クアラルンプールの名前の由来となったクラン川とゴンバック川の合流点。白いドーム状の建物はマスジッド・ジャメ。

### 移民者による開発
クアラルンプールは清からの移民者によって、スズの採掘拠点として1857年に開発された。彼らはクラン川とゴンバック川の合流点に落ちつき、そこをクアラルンプール、すなわち「泥の川の合流地点」と呼んだ。

### イギリスの支配
- イギリスに支配された1873～1957年のうちに、スズとゴム産出の中心として発展し、1874年にイギリスの政治介入をスルタンに了承させる内容のパンコール条約を締結。
- 1896年にはイギリスによって統合された、イギリス保護下のマレー連合州の首都となった。当時は西洋建築とミナレットやドーム天井などのモスクの建築様式を融合した建物が多数建設された。スルタン・アブドゥル・サマド・ビルやクアラルンプール駅舎などが代表例である。

#### 日本軍による制圧

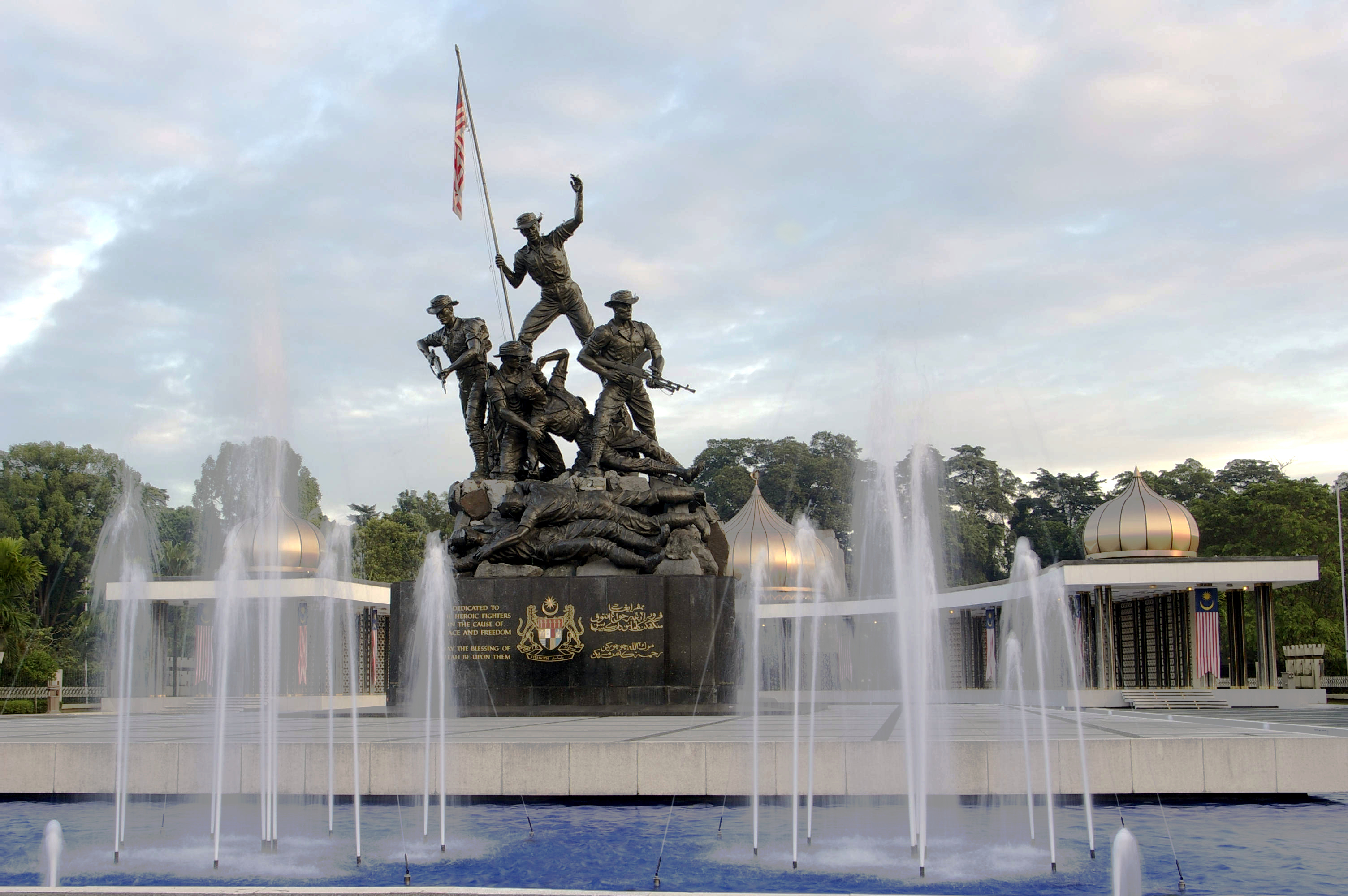
国家記念碑は、第二次世界大戦中の日本による占領支配と、その後のマラヤ危機の戦いの犠牲者を慰霊する。

第二次世界大戦中の1942年1月に、マレー一帯を支配するイギリス軍が日本軍によって制圧される「クアラルンプールの戦い」によって、クアラルンプールは日本の統治下に入ったが、1945年8月の終戦によって再びイギリス統治になった。

### 独立国成立
- 1957年8月31日、マラヤ連邦がイギリスから独立してクアラルンプールはその首都となり、1963年にマレーシア連邦が結成されてからも同国の首都の座を維持した。
- 1974年、スランゴール州から分離してマレーシアの直轄地域となる。その後もマレーシアは順調に成長を続けていたものの、1997年にタイから始まったアジア通貨危機で大打撃を被った。これは第二次世界大戦以来、右肩上がりの成長を続けていたマレーシアが初めて体験する大きな試練だった。翌年1998年は、クアラルンプールがアジアでは初のコモンウェルスゲームズの開催都市となった。
- マハティール・ビン・モハマド（1981—2003）はクアラルンプールの発展に多大な貢献をしました。彼のリーダーシップの下、都市は近代化され、経済が成長しました。インフラ整備や都市計画の改善により、クアラルンプールは国際的な都市としての地位を確立しました。
- 1995年プトラジャヤの開発計画と、連邦政府の同地域への移転が閣議決定された[10]。

## 政治

### 連邦政府機能移転計画
クアラルンプールに連邦行政機関が点在し、また市内が慢性的な交通渋滞に見舞われており、市内は特に悪化の傾向にある。このため政府は行政機能の非効率性を解決するために、マルチメディア・スーパーコリドー計画の一環としてクアラルンプール郊外のプトラジャヤにITを基盤とした行政都市を建設し、連邦政府機能を移転する計画を決定した。プトラジャヤの開発は1995年に着手された。
1999年に首相オフィスと首相府の移転が行われ、2000年以降各省の移転が順次始まる。計画では国防省、連邦議会など一部を除くほとんどの連邦政府機能が2010年までに移転する予定。しかし2011年初頭も計画は継続中。
なお、連邦政府の移転が完了した後も、マレーシアの首都はクアラルンプールのまま。

## 対外関係

### 姉妹都市・提携都市
- マシュハド、イラン （2006年10月）[11]
- イスファハン、イラン[12]
- カサブランカ、モロッコ[13]
- マラッカ、マレーシア （1989年4月5日）[13]
- 大阪市、日本[13]
- アンカラ、 トルコ[14]
- デリー、インド[15]
- ロンドン、イギリス

## 教育

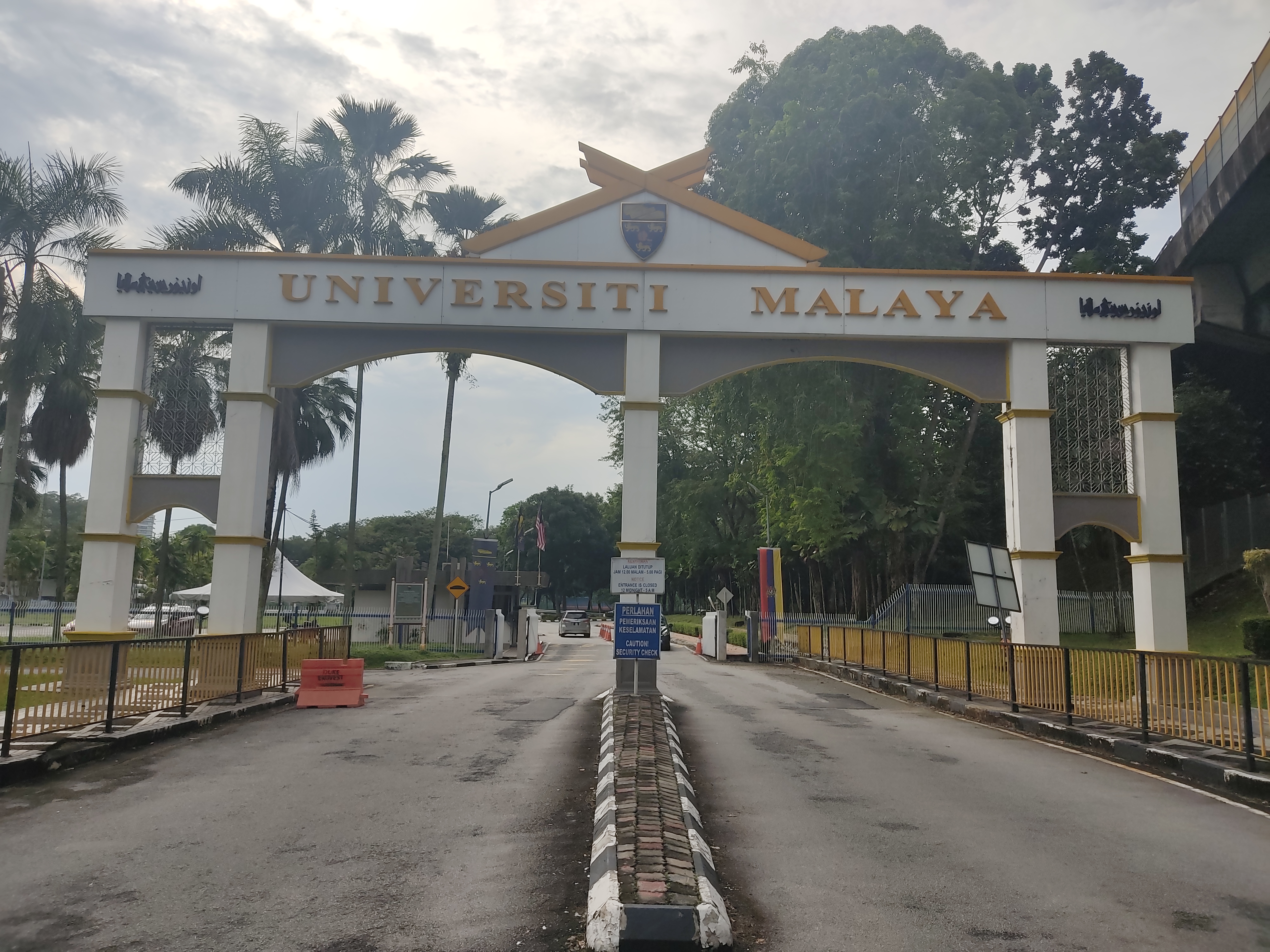
マラヤ大学

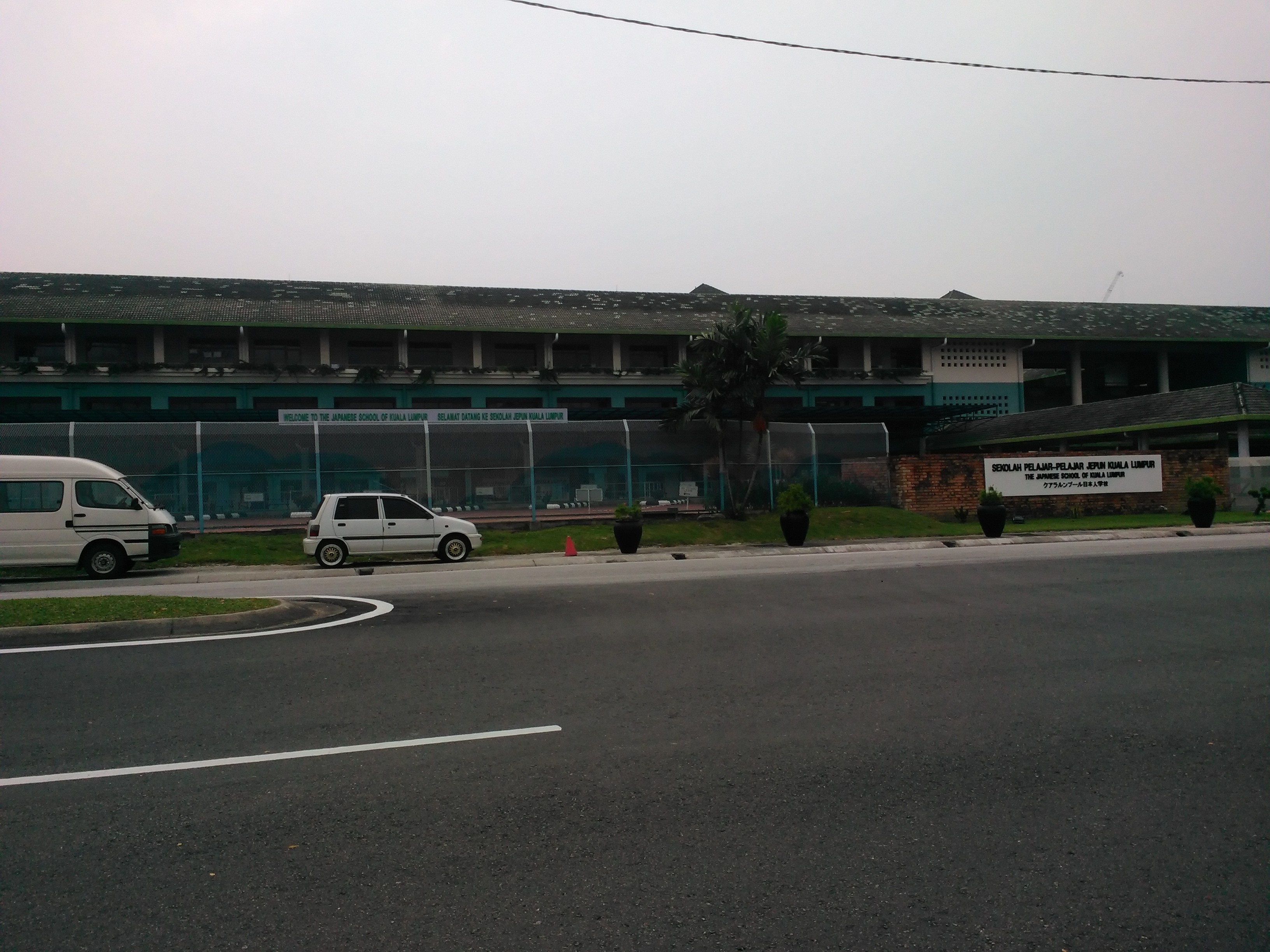
クアラルンプール日本人学校

### 大学
- 国立マレーシア大学(Universiti Kebangsaan Malaysia)
- マラヤ大学
- 国際医科大学(IMU)
- マレーシア工科大学
- クアラルンプール大学
- マレーシア放送大学
- ワワサン放送大学

### 日本人学校
- クアラルンプール日本人学校

## 交通

### 空路

#### 空港

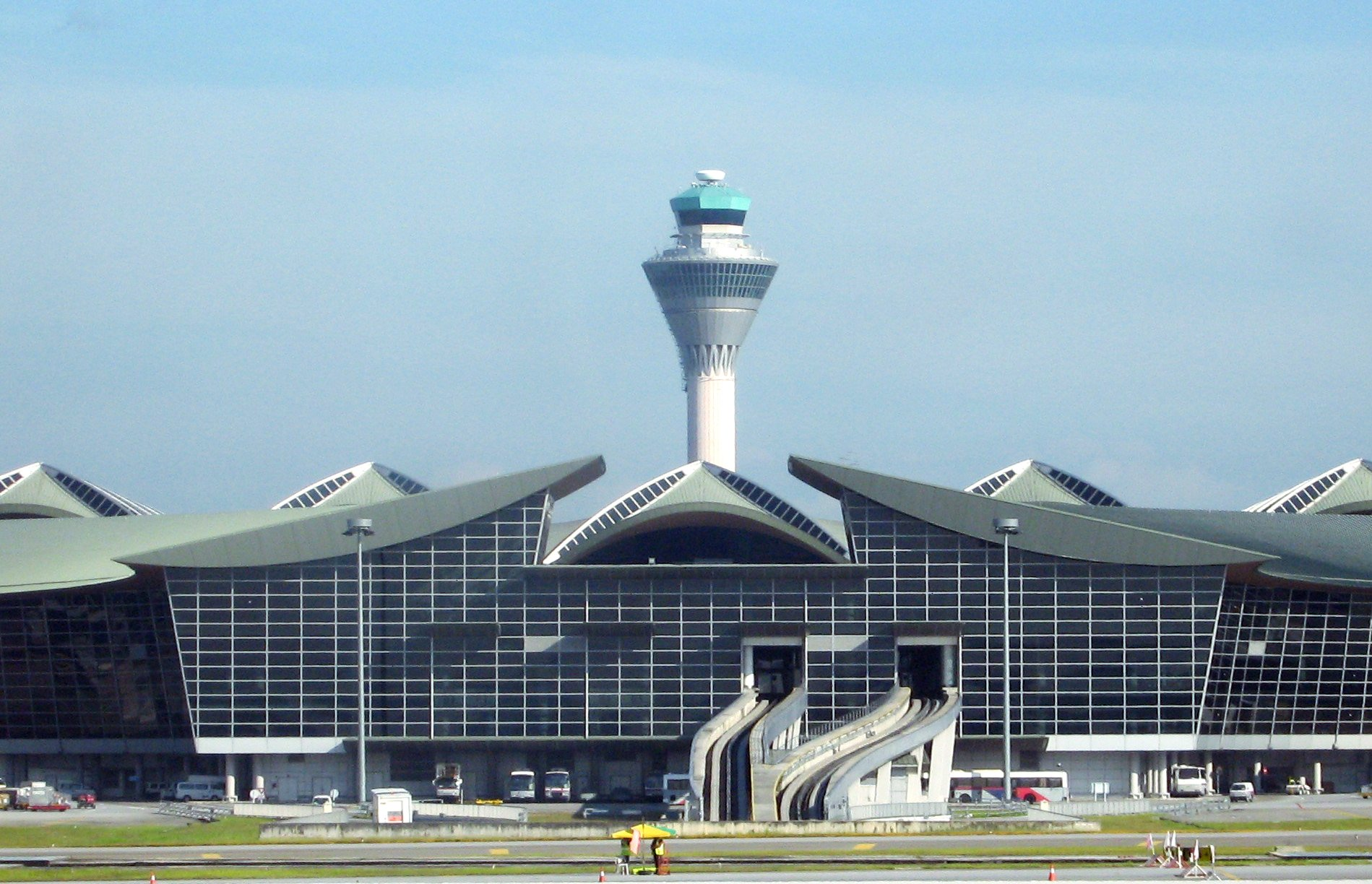
クアラルンプール国際空港

クアラルンプールの空の玄関であるクアラルンプール国際空港 (KLIA) は中心市街地の南50kmの熱帯雨林の中に位置している。同空港からは日本の東京（羽田空港・成田空港）や大阪（関西空港）、札幌（新千歳空港）、福岡（福岡空港）、那覇（那覇空港）へ直行便が運航されている他、各地の空港とのチャーター便が運航されることも多い。日本の他、アジア地域では香港、バンコク、シンガポール、ベトナムなどへの直行便が運行されており、マレーシア航空や日本航空、全日本空輸といった大手航空会社に加え、エアアジアのような格安航空会社も就航している。
空港とクアラルンプール市内を結ぶ交通手段としてはKLIAエクスプレスとKLIAトランジットがあり、市内のKLセントラル駅からクアラルンプール国際空港駅までをノンストップで28分間で結んでいる。駅構内にはマレー語、英語、日本語の案内看板が設置されている。旧LCCターミナルにはエアポートエクスプレスは乗り入れていなかったが、2014年5月のKLIA2（新LCCターミナル）開業に伴い、停車するようになった。その他、タクシーを利用することもできる。
また、市の南西に位置するスバン空港からは一部の国内路線が出ている。

### 鉄道

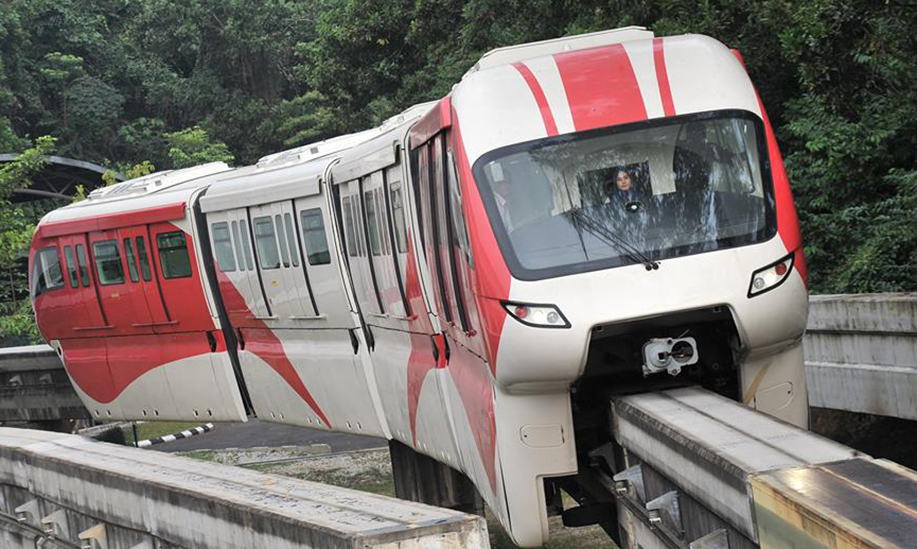
市内の繁華街を通るKLモノレール

クアラルンプール大都市圏内にはKTMコミューター、KLIAエクスプレス、KLIAトランジット、KLモノレール、ラピドKLの鉄道路線が整備されており、近年路線網が拡大している。英語とマレー語の表記があるため外国人でも気軽に利用できる。中心となる駅はクアラルンプール・セントラル駅で、KTM各路線、KTMコミューター、KLモノレール、ラピドKL、KLIAエクスプレス、KLIAトランジットの発着駅となっている。明るく開放的な雰囲気で、案内板には日本語も併記されている。
KTM Commuterの2路線が交わるマスジット・ジャメ駅やペトロナスツインタワーの最寄り駅であるKLCC駅も、市内の主要駅である。

### バス
市内では、バスの路線網やタクシーを使って安価な移動が可能である。バス運行会社、Rapid KL（ラピドKL）は市内電車（LRT）やモノレールなども運行している。
市外からクアラルンプールに発着する長距離バスの多くは、2010年ころまでチャイナタウンの近くにあるプドゥラヤ・バスターミナルに発着していた。
2011年初頭には、クアラルンプール郊外のBandar Tasik Selatanに新たにバスターミナルが建設され、マラッカ・ジョホールバル・シンガポール向けなどクアラルンプール以南方面発着便はこの新設されたバスターミナルを使用している。（T.B.S.バンダー・タシック・スラタン・バスターミナル＜Terminal Bersepadu Selatan Bandar Tasik Selatan (TBS-BTS)＞
長い間使用されていたプドゥラヤ・バスターミナルは、2010年から大改装され、2011年4月頃に再オープンした。しかし、クアラルンプール以南は上記TBS-BTSからの発着となり、新プドゥラヤは主にアロースター、イポー、ペナンなどマレー半島の北部主要都市および、クアラルンプール近郊区間（ゲンティンハイランド、スレンバンも近郊エリアに含む）、クアラルンプール国際空港（メインターミナル経由、LCCターミナル行き）方面も運行されている。

## 観光

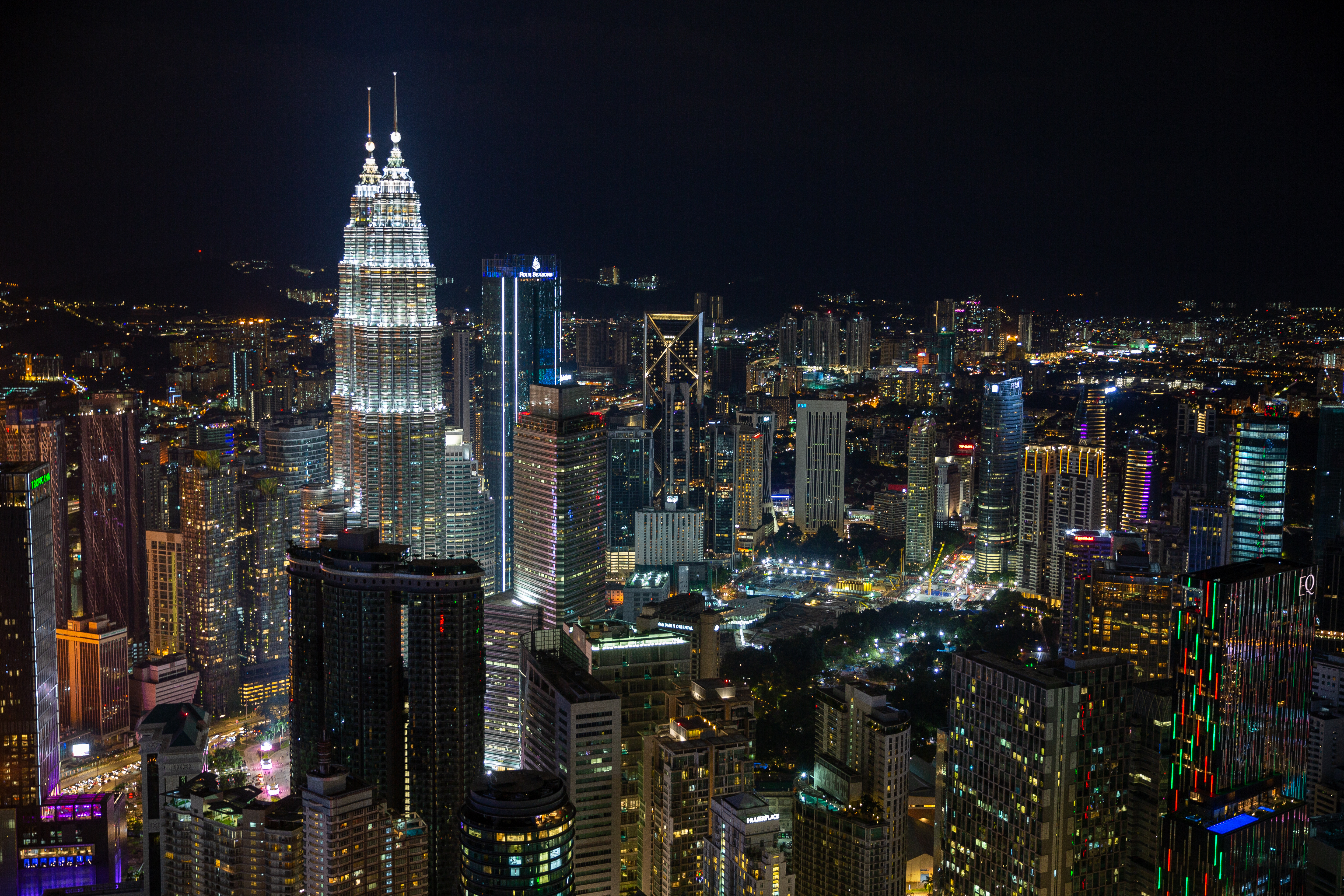
クアラルンプールの夜景

### KLCC地区

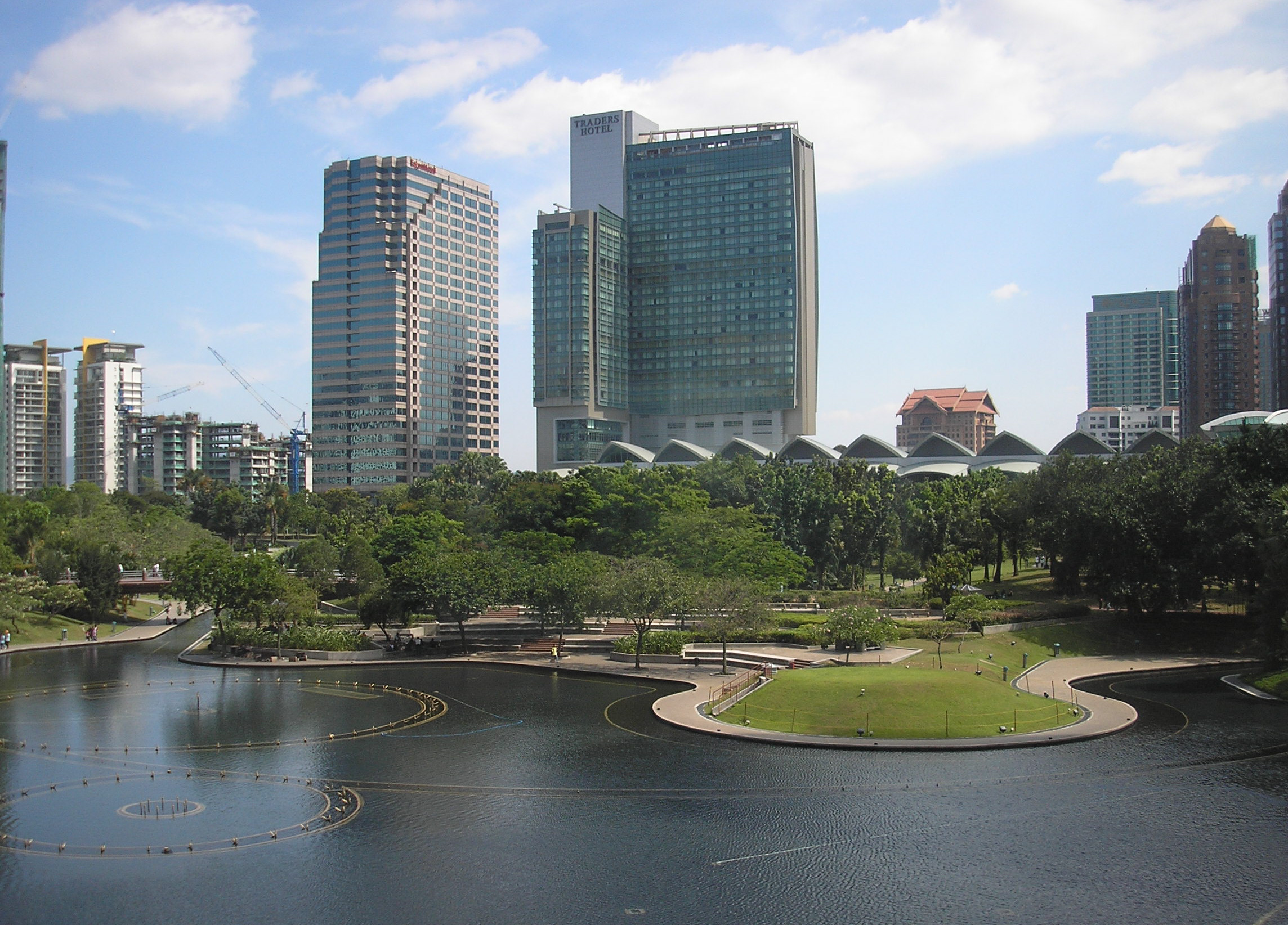
KLCC公園

- ペトロナスツインタワー - 最寄り駅はKLCC駅

大人はRM80、小人はRM30で中間にあるタワーを結ぶ歩道橋に登ることができる。登上人数に制限があるため朝8時から整理券が配られる。
- スリア KLCC - 最寄り駅はKLCC駅

ペトロナスツインタワーの下層部分にあたる。各階にトイレもあり、清掃も非常に行き届いた、きれいな巨大ショッピングモール。
伊勢丹、紀伊國屋、ペトロナス・ギャラリー、フード・コート等の他ブランドショップ、レストランなどが入っている。
- KLCC公園

スリアKLCCの隣にある高層ビルに囲まれた公園でツインタワーの目の前には大きな噴水がある。広大な敷地には約1900種のマレーシア原生林が植林されており、園内を1周する遊歩道は1.4kmに及ぶ。

### ブキッ・ビンタン地区

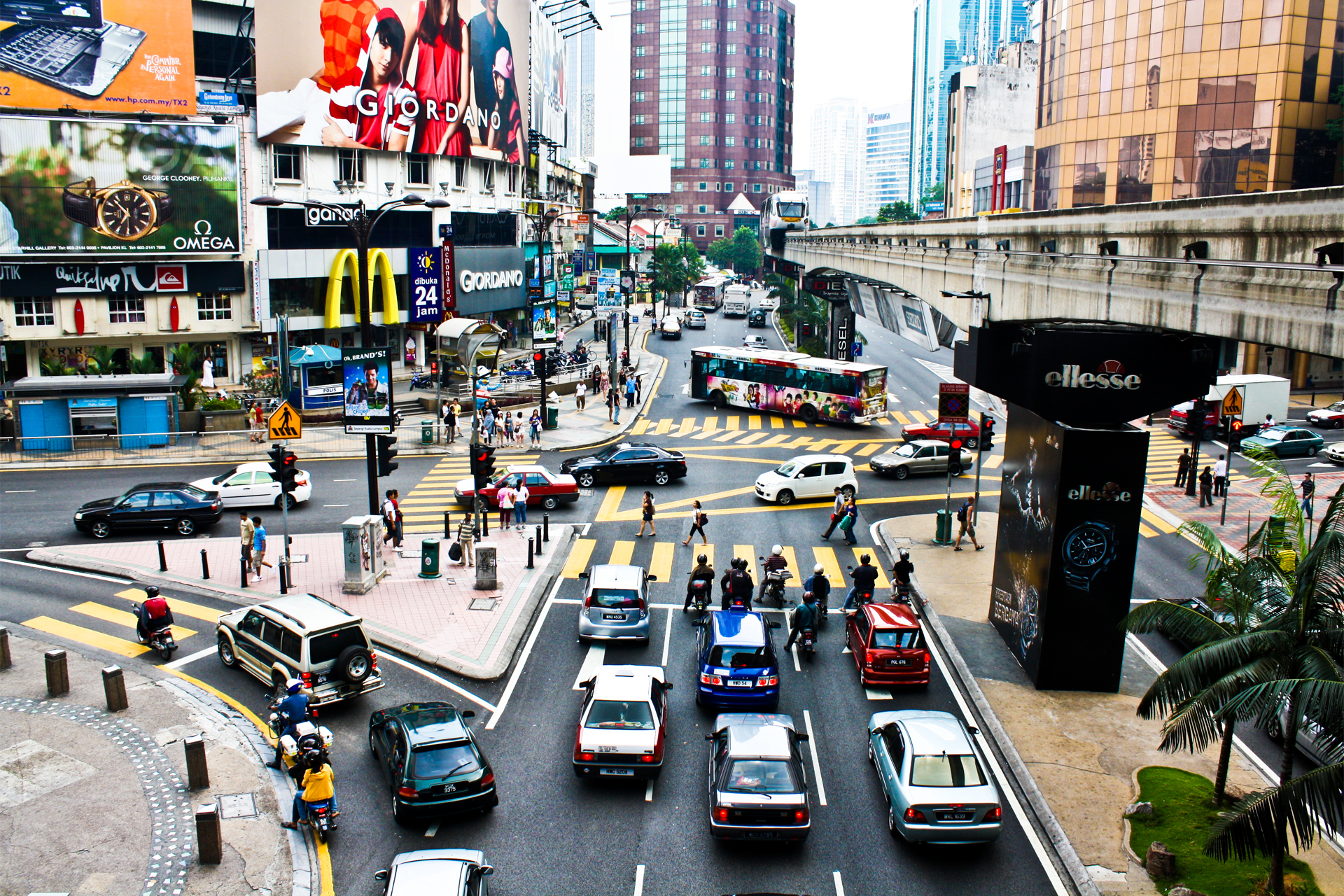
ブキッ・ビンタン

- ブキッ・ビンタン - 最寄り駅はブキッ・ビンタン駅、インビ駅

若者で賑わうクアラルンプール随一の繁華街であり、ホテル、巨大ショッピングセンター、レストランなどが集中している。
目抜き通りであるブキッ・ビンタン通りには、Starhill Gallery、Fahrenheit、BB Plaza、Lot 10、Sungei Wang Plaza、Pavilionなどの巨大ショッピングセンターが立ち並んでいる。インビ駅の近くには、クアラルンプールの秋葉原と呼ばれるPlaza Low Yatやテーマパーク、ホテル、ショッピングセンターを兼ね備えたベルジャヤ・タイムズ・スクエアもある。都会的な雰囲気のブキッ・ビンタン通りの北西側には、50軒以上の中華屋台が立ち並ぶアロー通りがあり、通り1本隔てるだけで雰囲気が大きく異なる。
また、片言の日本語で客引きをするマッサージ店も多数あり、足裏、全身、オイルの他、最近はドクターフィッシュを導入している店が多い。料金は1時間1500円程度。

### KLセントラル駅周辺

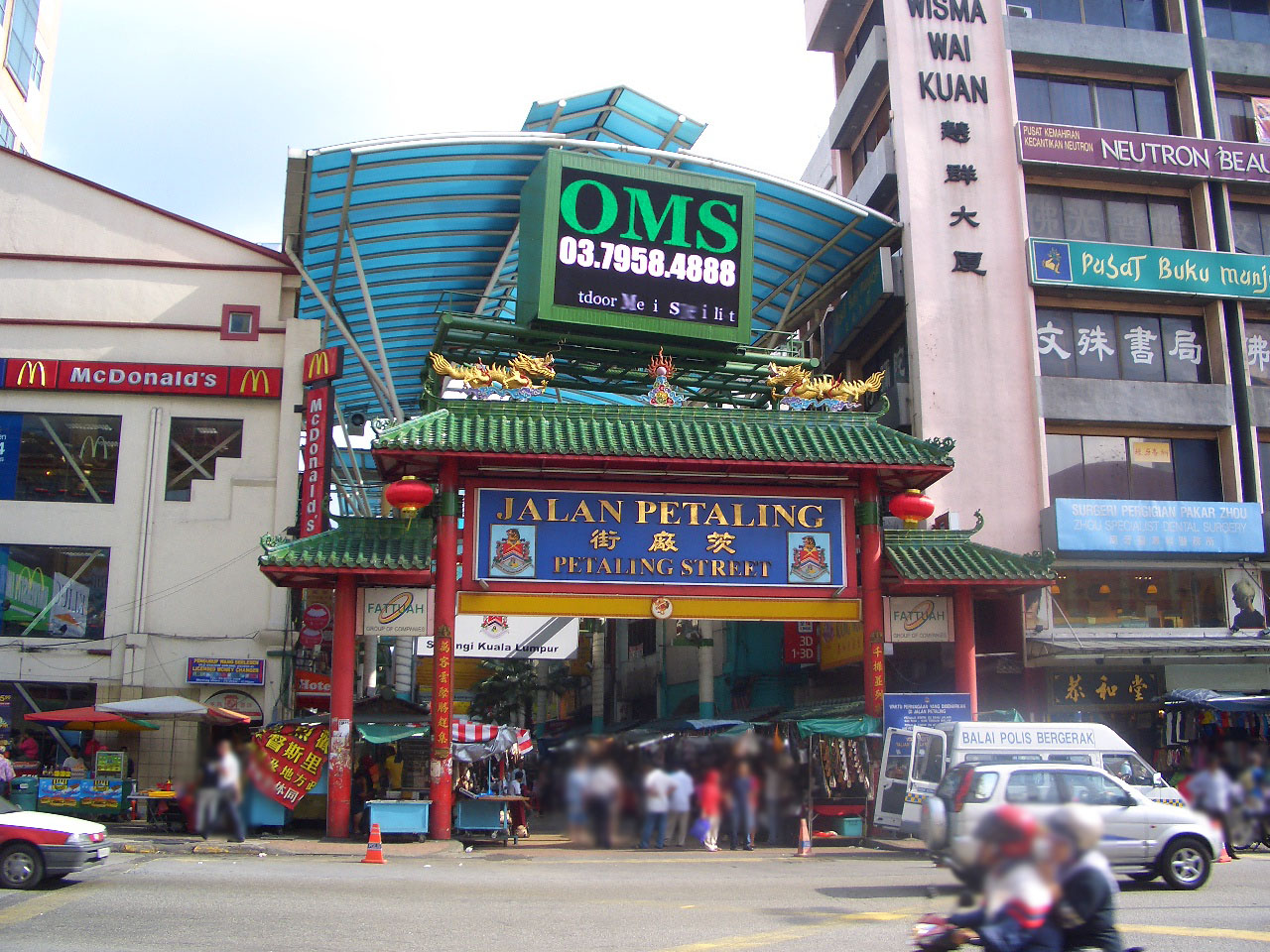
チャイナタウン（プタリン通り）

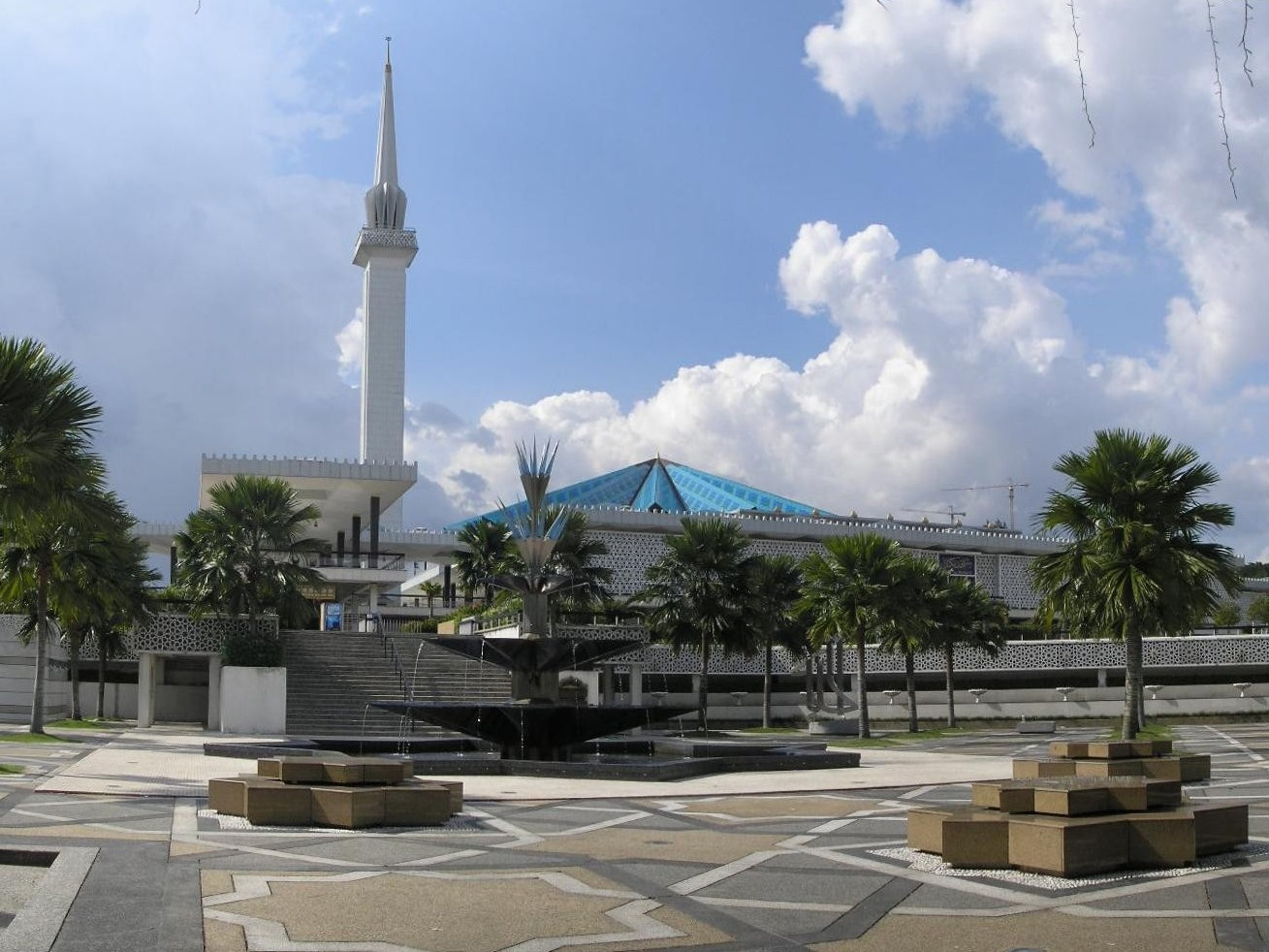
国立モスク（マスジッド・ネガラ）

- チャイナタウン - 最寄り駅はマハラジャレラ駅、パサール・セニ駅など

チャイナタウンは夕方から夜にかけて海賊版DVD、偽ブランド品等が露天にて販売されている。
- セントラル・マーケット - 最寄り駅はパサール・セニ駅など

2階建てで、各階には土産物店が軒を連ね、2階にはフードコートがある。
- クアラルンプール駅

英国植民地時代の1910年に建てられた、ムーア建築の面影を残す歴史的建造物で観光名所にもなっている。
現在も駅舎として利用されているが、KTMコミューターが停車するのみ。
- KLセントラル駅

KLIAエクスプレスの発着駅となる近代的なデザインの新駅で、クアラルンプールの交通の要所になっている。
ヒルトン・クアラルンプールとホテル・メリディアンが併設されている。
- マスジッド・ネガラ（国立モスク）

マレーシアの国教であるイスラム教の総本山的建物。
1956年に建設され、高さ73mの光塔がそびえたっている。
礼拝堂にはイスラム教徒以外入れない。

### ブキッ・ナナス駅周辺
- KLタワー

1996年に完成した高さ421mの通信タワーであり、地上276mの展望台からクアラ・ルンプール市街を一望することができる。
すぐ近くのペトロナスツインタワーとともに、クアラルンプールのランドマークとなっている。
また、タワーが建っている"ブキッナナス"とは標高94mの丘を意味しており、すぐ近くのペトロナスツインタワーより実際には高く見える。
KLタワーのある高台の麓から無料リムジンが出ており、夜まで展望台に登ることが出来る。
無料で日本語で説明される機械を借りることが出来る。
入場料は大人:RM119, 子供:RM58（2018年9月現在）

### ムルデカ・スクエア周辺

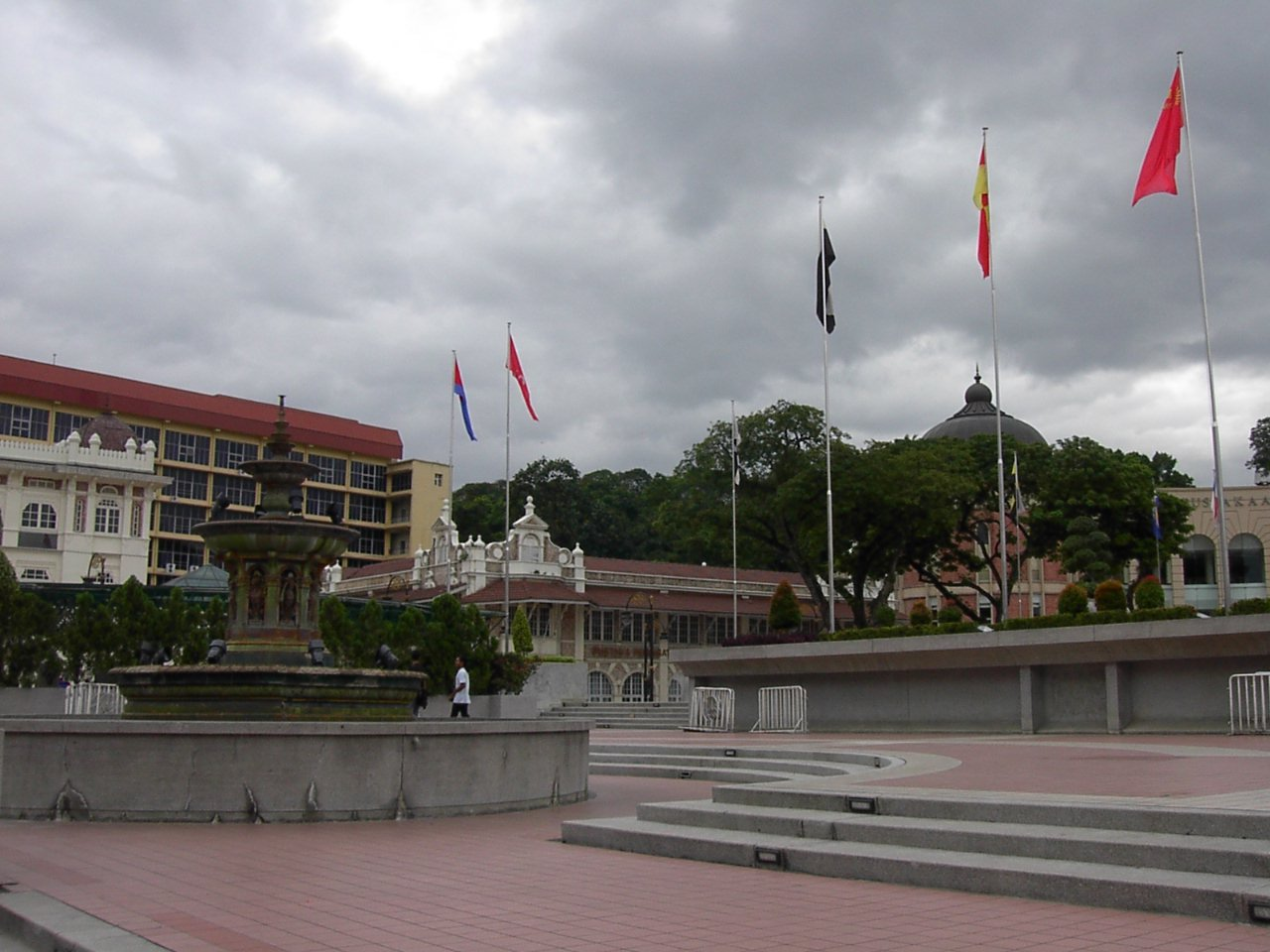
ムルデカ・スクエア

ムルデカ・スクエア周辺には、19世紀後半～20世紀初頭にかけて造られた歴史的・文化的な建物が集まっている。最寄り駅はマスジット・ジャメ駅。
- ムルデカ・スクエア（独立広場）

ムルデカ・スクエアは1957年8月31日に独立が宣言された歴史的な場所であり、独立記念日の式典が毎年ここで行われている。
なお「ムルデカ」とはマレー語で独立を意味する。
- マスジッド・ジャメ（ジャメモスク）

マスジッド・ジャメは、クアラルンプールの発祥の地であるクラン川とゴンバック川の合流地点に建っており、1909年に建てられた市内最古のモスクである。
- スルタン・アブドゥル・サマド・ビル

1897年にイギリスが建設した植民地政府庁舎。現在はマレーシア政府庁舎となっている。

### 郊外
- セパン・インターナショナル・サーキット

1999年から2017年までF1グランプリが開かれていたサーキット。クアラルンプール国際空港の近く。
- プトラジャヤ

マレーシアの行政の中心。
- サイバージャヤ
- ゲンティンハイランド

高原にあるホテルでカジノを楽しむことができる。クアラルンプールから約1時間。
- スルタン・サラディン・アブドゥル・アジズ・モスク(ブルー・モスク)

近郊の街シャー・アラムにある、青色の美しいモスク。

## 宿泊

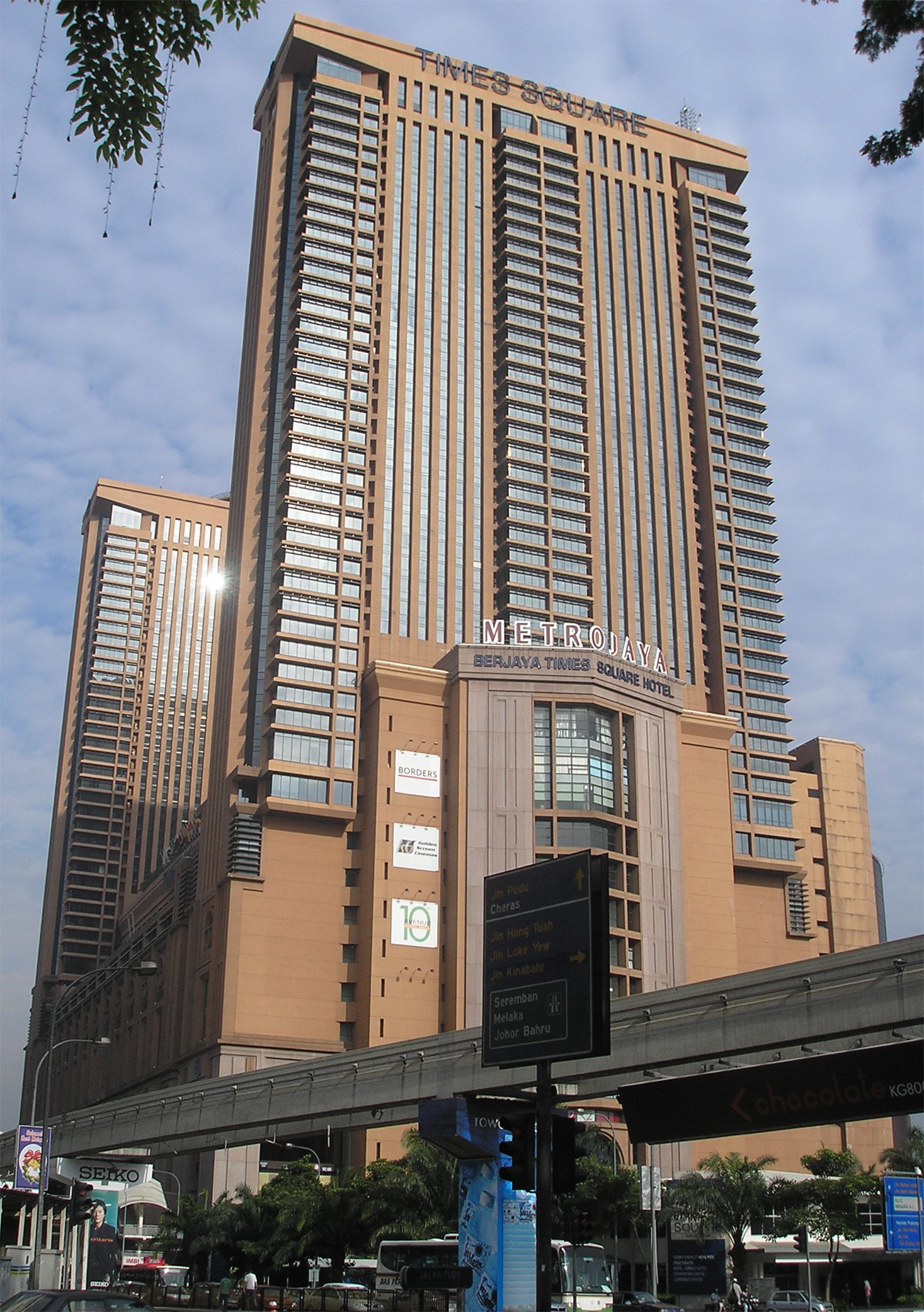
ベルジャヤ・タイムズ・スクウェア

世界各国のホテルチェーンの高級ホテルが市内のブキッ・ビンタンやKLCC周辺に集中するほか、ゴールデントライアングルと呼ばれる地域などに点在する。なお、観光客とビジネス客誘致のために宿泊料金はアジアの主要都市の中でもかなり格安に抑えられているため、観光客の支出が少ない都市の上位にランクされる例がある。高級ホテルは全館禁煙の例も少なくなく、各国から訪れるイスラム教徒の宿泊客が多いため、朝食などに豚肉を使わない配慮がされている。

### 主なホテル
- シャングリ・ラ・クアラルンプール
- マンダリン・オリエンタル・クアラルンプール
- メリディアン・クアラルンプール
- ヒルトン・クアラルンプール
- インターコンチネンタル・クアラルンプール（旧ニッコー・クアラルンプール）
- リッツカールトン・クアラルンプール
- J.W.マリオット
- ミレニアム・クアラルンプール（旧ザ・リージェント）
- シェラトン・インペリアル・クアラルンプール
- コンコルド
- プリンスホテル＆レジデンス・クアラルンプール